# Prométhée de l'île

Prométhée de l'île (serbo-croate : Prometej s otoka Visevice) est un film yougoslave de 1964 réalisé par Vatroslav Mimica. Il remporta un Grande Arène d'or au Festival du film de Pula en 1965.

## Fiche technique
- Titre : Prometej s otoka Visevice
- Réalisation : Vatroslav Mimica
- Scénario : Slavko Goldstein (en), Vatroslav Mimica, Krunoslav Quien
- Directeur de la photographie : Tomislav Pinter (en)
- Durée : 92 minutes
- Langue : Serbo-croate
- Dates de sortie 
  - Yougoslavie : 18 décembre 1964
  - URSS : juillet 1965 (Festival international du film de Moscou 1965)

## Distribution
- Slobodan Dimitrijević (en)
- Janez Vrhovec (en)
- Mira Sardoč
- Dina Rutić (sh)
- Pavle Vujisić
- Etta Bortolazzi (sh)
- Andro Marjanović (sh)
- Fabijan Sovagovic
- Asja Kisić (hr)
- Dragan Milivojević (en)
- Ljiljana Gener (hr)
- Tana Mascarelli (hr)